# Stritivka, Kaharlîk
Stritivka (în ucraineană Стрітівка) este o comună în raionul Kaharlîk, regiunea Kiev, Ucraina, formată numai din satul de reședință. În secolul al XIX-lea, satul făcea parte din volostul Staikî, uezdul Kiev.

## Demografie
Componența lingvistică a comunei Stritivka
     Ucraineană (98,77%)
     Rusă (1,23%)
Conform recensământului din 2001, majoritatea populației comunei Stritivka era vorbitoare de ucraineană (98,77%), existând în minoritate și vorbitori de rusă (1,23%).